# Jean Guérin (Lackmaler)
Jean Guérin (geboren vor 1763 in Clermont-en-Argonne; gestorben in der Nacht vom 8. zum 9. April 1806 in Berlin) war ein französischer Lackmaler und Tischler.

## Leben
Guérin arbeitete in der 1763 in Braunschweig gegründeten Lackierfabrik Stobwasser, die ihren Firmensitz in die Echternstraße verlegt hatte. Die Firma Stobwasser griff zeitweise auf Soldaten aus der Leibkompanie des Herzogs zurück, um den Mangel an Arbeitskräften in der Manufaktur auszugleichen. Der französische Musketier Guérin war einer dieser Soldaten. Er hatte in seiner Heimat Clermont das Tischlerhandwerk erlernt und zeichnete sich durch Fleiß und Geschick aus. Er zeigte besonderes Engagement und entwickelte eine neue Form von Tischplatten. Diese wurden aus Papiermaché angefertigt und in rechteckige oder passige geschweifte Form gebracht und mit profiliertem Rand versehen. Sie wurden als „Guérin-Tischplatten“ bezeichnet.
Im Jahr 1767 heiratete er Louise Dorothea Stobwasser (1. November 1745 – 13. Mai 1821), eine Tochter des Johann Siegmund Stobwasser († 1776) und die älteste Schwester Johann Heinrich Stobwassers, der nach dem Tod seines Vaters die Fabrik in Braunschweig übernahm und zu großer Blüte brachte. Guérin trat ach der Heirat vom katholischen zum evangelischen Glauben über und schloss sich, wie die Familie Stobwasser, der Brüder-Sozietät an. Am 28. Mai 1773 erhielt Guérin ein Privileg Friedrichs des Großen, das ihm erlaubte in Berlin eine Lackierfabrik zu errichten und dort „Lackwaren jeglicher Art und aller Materialien“ herzustellen. Er beantragte bei der preußischen Regierung eine Zuteilung von Räumlichkeiten, in denen er seine Werkstatt und eine Wohnung einrichten wollte. Zudem hoffte er in der Aufbauphase des Betriebs auf eine Zahlung von Zuschüssen. In seinem Gesuch erbat er zudem eine „Accise- und Zollfreiheit auf seine meubles und effecten“ und eine Verkaufsfreiheit für die Braunschweiger Erzeugnisse seines Schwiegervaters und Schwagers. Den im Betrieb ausgebildeten Handwerkern sollte untersagt werden „nach ihrer Willkühr aus seiner Fabrique zu lauffen, noch auf ihre eigene Hand mit schlechten Waaren Fuscherey zu treiben [… und …] die Gesellen, welche [er] zu seiner Fabrique brauche, zu engagieren, wo [er wolle], ohne gebunden zu seyn, solche vom Gewercke zu nehmen“.
Die Manufaktur betrieb und leitete er bis 1797 als Filiale des Braunschweiger Unternehmens. Dort wurden unter anderem Möbel in Form und Dekor nach englischem Geschmack hergestellt und Kutschen, Tische und Geschirre lackiert. Die Produktion startete mit sechs Mitarbeitern, wobei der Werkstoff Papiermaché Verwendung fand, wie es beim Mutterunternehmen in Braunschweig üblich war. Guérin wurde im Jahr 1776 vom König zum „Zweiten Hoflackierer“ ernannt, durfte seine Manufaktur als „Zweites Hoflackierunternehmen“ führen und erhielt eine jährliche Pension von 300 Talern. Er soll gemeinsam mit seinem Konkurrenten Sebastian Chevalier  an Arbeiten in den Königlichen Schlössern beteiligt gewesen sein, wobei er hauptsächlich Paneele anfertigte. Als Guérin 1782 dauerhaft an der Gicht erkrankte und zudem 1785 seine geistigen Fähigkeiten durch die ständige Einnahme der Medikamente nachließen, verfiel seine Fabrik trotz des Einsatzes seiner Frau mehr und mehr, da die Konkurrenz, beispielsweise durch die „Lackmanufaktur Schulze & Stahl“, zunahm. Seine Frau sah sich daher gezwungen 1797 das Unternehmen gänzlich an ihren Bruder Johann Heinrich Stobwasser zu verkaufen, der bereits 1794 neben dem Stammhaus in Braunschweig auch die Leitung der Berliner Manufaktur übernommen hatte, die ihren Firmensitz in der Wilhelmstraße hatte. Dieser setzte nun Jakob Martin Heinrich Ehlers als Geschäftsführer in Braunschweig ein und übernahm die Firma seines Schwagers, die er fortan gemeinsam mit dem Braunschweiger Kunsthändler Gottlob Friedrich Bremer führte. Guerin starb 1806 nach längerer Krankheit.

## Werke (Auswahl)
Im Städtischen Museum Braunschweig
- um 1770: Ovale Schnupftabakdose aus lackierten Papiermaché, außen mit Schildpatt-Imitation, innen schwarz, auf dem Deckel goldfarbene Rocaillen und Aufschrift: „Jean Guérin Vernisseur Brunsvic“.[2]
- Viereckige lackierte Dose mit der Signatur: „Jean Guerin Vernisseur Brunswic“